# Armancourt (Oise)
Armancourt és un municipi francès, situat al departament de l'Oise i a la regió dels Alts de França. L'any 2007 tenia 536 habitants.

## Demografia

### Població
El 2007 la població de fet d'Armancourt era de 536 persones. Hi havia 201 famílies de les quals 24 eren unipersonals (20 homes vivint sols i 4 dones vivint soles), 72 parelles sense fills, 97 parelles amb fills i 8 famílies monoparentals amb fills.
La població ha evolucionat segons el següent gràfic:
Habitants censats

### Habitatges
El 2007 hi havia 221 habitatges, 200 eren l'habitatge principal de la família, 6 eren segones residències i 14 estaven desocupats. 208 eren cases i 6 eren apartaments. Dels 200 habitatges principals, 164 estaven ocupats pels seus propietaris, 32 estaven llogats i ocupats pels llogaters i 4 estaven cedits a títol gratuït; 3 tenien una cambra, 6 en tenien dues, 24 en tenien tres, 49 en tenien quatre i 118 en tenien cinc o més. 170 habitatges disposaven pel capbaix d'una plaça de pàrquing. A 64 habitatges hi havia un automòbil i a 130 n'hi havia dos o més.

### Piràmide de població
La piràmide de població per edats i sexe el 2009 era:
| Homes | Edats   | Dones |
| ----- | ------- | ----- |
| 0     | 95 o +  | 0     |
| 0     | 90 a 94 | 0     |
| 4     | 85 a 89 | 0     |
| 0     | 80 a 84 | 0     |
| 16    | 75 a 79 | 0     |
| 8     | 70 a 74 | 12    |
| 4     | 65 a 69 | 4     |
| 4     | 60 a 64 | 16    |
| 12    | 55 a 59 | 8     |
| 44    | 50 a 54 | 28    |
| 20    | 45 a 49 | 36    |
| 16    | 40 a 44 | 20    |
| 12    | 35 a 39 | 12    |
| 12    | 30 a 34 | 12    |
| 28    | 25 a 29 | 16    |
| 16    | 20 a 24 | 28    |
| 28    | 15 a 19 | 12    |
| 16    | 10 a 14 | 16    |
| 8     | 5 a 9   | 16    |
| 20    | 0 a 4   | 0     |

## Economia
El 2007 la població en edat de treballar era de 403 persones, 299 eren actives i 104 eren inactives. De les 299 persones actives 272 estaven ocupades (138 homes i 134 dones) i 27 estaven aturades (14 homes i 13 dones). De les 104 persones inactives 40 estaven jubilades, 36 estaven estudiant i 28 estaven classificades com a «altres inactius».

### Ingressos
El 2009 a Armancourt hi havia 205 unitats fiscals que integraven 552 persones, la mediana anual d'ingressos fiscals per persona era de 24.090 €.

### Activitats econòmiques
Dels 18 establiments que hi havia el 2007, 2 eren d'empreses de fabricació d'altres productes industrials, 7 d'empreses de construcció, 2 d'empreses de comerç i reparació d'automòbils, 2 d'empreses de transport, 1 d'una empresa d'hostatgeria i restauració, 2 d'empreses d'informació i comunicació, 1 d'una empresa immobiliària i 1 d'una empresa classificada com a «altres activitats de serveis».
Dels 9 establiments de servei als particulars que hi havia el 2009, 1 era un taller de reparació d'automòbils i de material agrícola, 3 paletes, 1 guixaire pintor, 1 fusteria, 1 electricista, 1 perruqueria i 1 restaurant.
L'any 2000 a Armancourt hi havia 3 explotacions agrícoles.

## Equipaments sanitaris i escolars
El 2009 hi havia una escola elemental.

## Poblacions més properes
El següent diagrama mostra les poblacions més properes.